# Mateusz Klich
Mateusz Klich (Tarnów, 13 de junio de 1990) es un futbolista polaco que juega de centrocampista en el KS Cracovia de la Ekstraklasa.

## Selección nacional
Es internacional con la selección de fútbol de Polonia. Debutó el 5 de junio de 2011 en un partido amistoso frente a la selección de fútbol de Argentina. Su primer gol llegó el 14 de agosto de 2013 frente a la selección de fútbol de Dinamarca.
En 2018, y tras no ser convocado por cuatro años con el combinado nacional, regresó a la selección en el debut del cuadro polaco en la Liga de Naciones de la UEFA 2018-19. El partido terminó 1-1.

## Clubes
| Club                    | País           | Año       |
| ----------------------- | -------------- | --------- |
| KS Cracovia             | Polonia        | 2008-2011 |
| VfL Wolfsburgo          | Alemania       | 2011-2013 |
| PEC Zwolle (cedido)     | Países Bajos   | 2012-2013 |
| PEC Zwolle              | Países Bajos   | 2013-2014 |
| VfL Wolfsburgo          | Alemania       | 2014-2015 |
| 1. F. C. Kaiserslautern | Alemania       | 2015-2016 |
| F. C. Twente            | Países Bajos   | 2016-2017 |
| Leeds United F. C.      | Inglaterra     | 2017-2023 |
| F. C. Utrecht (cedido)  | Países Bajos   | 2017-2018 |
| D. C. United            | Estados Unidos | 2023-2024 |
| Atlanta United F. C.    | Estados Unidos | 2025      |
| KS Cracovia             | Polonia        | 2025-     |

## Palmarés

### Títulos nacionales
| Título                   | Club               | País         | Año  |
| ------------------------ | ------------------ | ------------ | ---- |
| Copa de los Países Bajos | PEC Zwolle         | Países Bajos | 2014 |
| EFL Championship         | Leeds United F. C. | Inglaterra   | 2020 |